# Molokai hoe
Pour les articles homonymes, voir HOE.
Moloka'i hoe est une compétition internationale de pirogues polynésiennes appelées va'a ou outrigger canoë en anglais. Cette course a lieu entre les îles hawaïennes Oahu et Molokai.
Suivant une idée de Albert Minvielle, la première édition de la Moloka'i Hoe remonte à 1952 où s'affrontèrent les trois équipes du Waikiki Surf Club, du Hawaiian Surf Club et du Kukui o Lanikaula of Molokai. Le parcours de la course a changé 8 fois depuis cette première édition.
Cette course est internationale, et de nombreuses nation du pacifique y participent, notamment la Nouvelle-Zélande et la Polynésie française. Le record de vitesse est actuellement détenu par l'équipe tahitienne Shell Va’a qui remporta l'édition 2006 en parcourant les 76 km de course en 4 heures 40 minutes 22 secondes. Le Outrigger Canoe Club of Oahu a remporté 16 fois cette course depuis 1952.
Oahu Hawaiian Canoe Racing Association Molokai Hoe Committee organise cette course et fait respecter son règlement. Le prix pour le vainqueur de l'édition 2006 était de 5 000 $ US. Cet évènement sportif est sponsorisé par des entreprises hawaïennes.